# Artilheiros do futebol brasileiro em 2021

## Classificação
Atualizado em 6 de fevereiro de 2022.
| #   | Jogador         | Clube(s)            | Gols |
| --- | --------------- | ------------------- | ---- |
| 1º  | Hulk            | Atlético Mineiro    | 36   |
| 2º  | Gabriel Barbosa | Flamengo            | 34   |
| 3º  | Gilberto        | Bahia               | 26   |
| 3º  | Joãozinho       | Nova Venécia        | 26   |
| 3º  | Olávio          | Atlético Cearense   | 26   |
| 4º  | Diego Souza     | Grêmio              | 24   |
| 4º  | Delatorre       | CSA                 | 24   |
| 4º  | Wallyson        | ABC                 | 24   |
| 5º  | Léo Gamalho     | Coritiba            | 23   |
| 5º  | Ciel            | Sampaio Corrêa      | 23   |
| 6º  | Alef Manga      | Goiás               | 22   |
| 6º  | Brasil          | Altos               | 22   |
| 7º  | Artur           | Red Bull Bragantino | 21   |
| 8º  | Fred            | Fluminense          | 20   |
| 8º  | Bruno Henrique  | Flamengo            | 20   |
| 9º  | Yuri Alberto    | Internacional       | 19   |
| 9º  | Ytalo           | Red Bull Bragantino | 19   |
| 9º  | Michael         | Flamengo            | 19   |
| 9º  | Negueba         | ABC                 | 19   |
| 10º | Raphael Veiga   | Palmeiras           | 18   |
| 10º | Pedro           | Flamengo            | 18   |
| 10º | Pedro Peroti    | Chapecoense         | 18   |
| 10º | Zé Love         | Brasiliense         | 18   |